# Oratemnus loyolai
Oratemnus loyolai är en spindeldjursart som beskrevs av Sivaraman 1980. Oratemnus loyolai ingår i släktet Oratemnus och familjen Atemnidae. Inga underarter finns listade i Catalogue of Life.